# Pararaphidoglossa clypeolaris
Pararaphidoglossa clypeolaris är en stekelart som beskrevs av Giordani Soika 1978. Pararaphidoglossa clypeolaris ingår i släktet Pararaphidoglossa och familjen Eumenidae. Inga underarter finns listade i Catalogue of Life.